# Нарыш (село)
Нарыш — село Гумбетовского района Дагестана, расположенное на территории Бабаюртовского района Дагестана. Входит в Мехельтинский сельсовет.

## Географическое положение
Село расположено на территории Бабаюртовского района в 10 км к юго-западу от села Бабаюрт.
Ближайшие населенные пункты: на северо-востоке — Герменчик, на юго-востоке — Кутан Бутуш, на западе — Нарышкутан.

## История
Образовано на месте кутана Гумбетовского района.

## Население
| 1939 | 1959 | 2002 | 2010 | 2021 |
| ---- | ---- | ---- | ---- | ---- |
| 10   | ↗163 | ↗398 | ↗451 | ↘361 |

Национальный состав
По данным Всероссийской переписи населения 2021 года:
| №        | Национальность | Численность, чел. | Доля    |
| -------- | -------------- | ----------------- | ------- |
| 1        | аварцы         | 347               | 96,12 % |
| 1.000001 | кумыки         | 11                | 3,04 %  |
| 1.000002 | прочие         | 3                 | 0,83 %  |
| 1.000003 | всего          | 361               | 100 %   |